# Carolina Bartczak
Carolina Bartczak, född 5 oktober 1985 i Gehrden, Tyskland är en polsk-kanadensisk skådespelare.
Bartczak har bland annat medverkat i TV-serien Painkiller. Hon har även medverkat i filmerna Moonfall och X-Men: Apocalypse.

## Filmografi (i urval)
- 2016 – X-Men: Apocalypse
- 2022 – Moonfall
- 2023 – Painkiller (TV-serie)